# 范森
范森（？年—？年），福建大田縣人，清朝政治人物、進士出身。
乾隆十三年，登進士，擔任邱县知县、候补自隶州知州。